# Czeska Wieś (gromada)
Czeska Wieś – dawna gromada, czyli najmniejsza jednostka podziału terytorialnego Polskiej Rzeczypospolitej Ludowej w latach 1954–1972.
Gromady, z gromadzkimi radami narodowymi (GRN) jako organami władzy najniższego stopnia na wsi, funkcjonowały od reformy reorganizującej administrację wiejską przeprowadzonej jesienią 1954 do momentu ich zniesienia z dniem 1 stycznia 1973, tym samym wypierając organizację gminną w latach 1954–1972.
Gromadę Czeska Wieś z siedzibą GRN w Czeskiej Wsi utworzono – jako jedną z 8759 gromad na obszarze Polski – w powiecie brzeskim w woj. opolskim, na mocy uchwały nr VII/18/54 WRN w Opolu z dnia 4 października 1954. W skład jednostki weszły obszary dotychczasowych gromad Czeska Wieś i Michałów ze zniesionej gminy Olszanka oraz Jankowice Wielkie ze zniesionej gminy Przylesie w tymże powiecie. Dla gromady ustalono 16 członków gromadzkiej rady narodowej.
Gromadę zniesiono 31 grudnia 1959, a jej obszar włączono do gromady Olszanka w tymże powiecie.